# Alexandra Fernández Gómez
Alexandra Fernández Gómez (Vigo, 21 d'octubre de 1988) és una política espanyola, diputada per En Marea al Congrés durant la XI i XII legislatura.

## Biografia
Es va graduar de l'IES Alexandre Bóveda de Vigo. Va estudiar arquitectura i està realitzant el projecte fi de carrera en Arquitectura i Urbanisme a l'Escola Superior Gallaecia de Vila Nova de Cerveira. Militant de Anova-Irmandade Nacionalista, va participar en el procés constituent del moviment Marea de Vigo. Va ser triada diputada per Pontevedra al Congrés dels Diputats després de les eleccions de 2015, sent reelegida en 2016.